# Strandplanmossa
Strandplanmossa (Distichium hagenii) är en bladmossart som beskrevs av Elling Ryan och Philibert 1896. Strandplanmossa ingår i släktet planmossor, och familjen Ditrichaceae. Enligt den finländska rödlistan är arten nationellt utdöd i Finland. Enligt den svenska rödlistan är arten sårbar i Sverige. Arten förekommer i Svealand, Nedre Norrland och Övre Norrland. Arten har tidigare förekommit i Götaland men är numera lokalt utdöd. Artens livsmiljö är strandängar vid Östersjön. Inga underarter finns listade i Catalogue of Life.